# Сападбиз

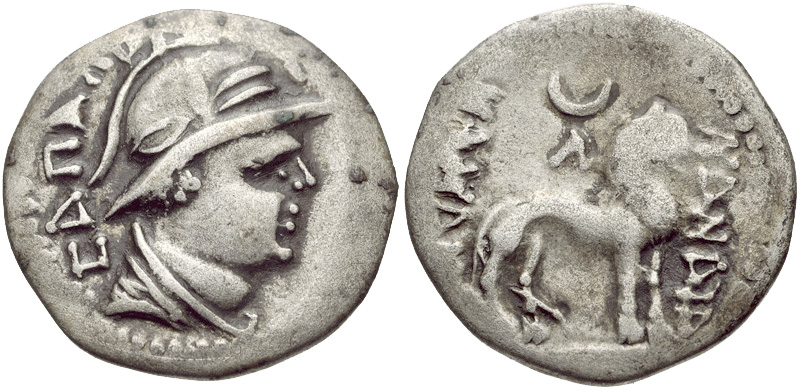
Монета первого идентифицируемого правителя юэчжи, Сападбиза (ок. 20-1 гг. до н. э.).
Аверс: Бюст Сападбиза. Греческая легенда ϹΑΠΑΔΒΙΖΗϹ «Сападбиз».
Реверс: Лев с греческой легендой ΝΑΝΑΙΑ, повторяющейся слева и справа (богиня Луны). Тамга холма и полумесяца. Кундузский монетный двор в Афганистане.

Сападбиз (Σαπαδβιζης), также Сапалбиз или Сапалейз, был правителем западной Бактрии, иногда связываемый с юэчжи. Он известен только по его монетам, которые довольно редки и датируются примерно 20 г. до н. э. — 20 г. н. э. Две подсказки дают приблизительную дату появления этого правителя. Считается, что он перечеканил монеты Фраата IV Парфянина. Его монеты из хорошего серебра. Это ставит Сападбиза после Фраата IV (40 г. до н. э.) и до обесценивания монет в Северо-Западной Индии (20 г. н. э.). Он не единственный известный правитель своей династии. Несколько других монет подразумевают, что Сападбизу предшествовал по крайней мере один, а возможно, и два других правителя. Вполне вероятно, что Сападбиз и другие правители были потомками вторгшихся в Бактрию племён и подражали монетам последних греко-бактрийских царей. Хотя из монет и свидетельств китайских летописцев ясно, что в это время Сападбиз был союзником или зависимым от Парфии, ничего не известно о преемственности после Сападбиза. Однако учёные предполагают, что его царство было завоевано Куджулой Кадфизом во время войны последнего с Парфией и поглощено Кушанским царством, вероятно, около 30 года нашей эры.
Монета Сападбиза была обнаружена в могильнике Тилля-Тепе.
Существует гипотеза, построенная на основании сходства чеканов монет, что к династии Сападбиза относится и позднейший скифский правитель Бактрии Агезилес.